# تنکاوا، نارا
تنکاوا، نارا (به لاتین: Tenkawa, Nara) یک منطقهٔ مسکونی در ژاپن است که در یوشینو واقع شده‌است. تنکاوا ۱٬۶۴۱ نفر جمعیت دارد.